# 盐井县

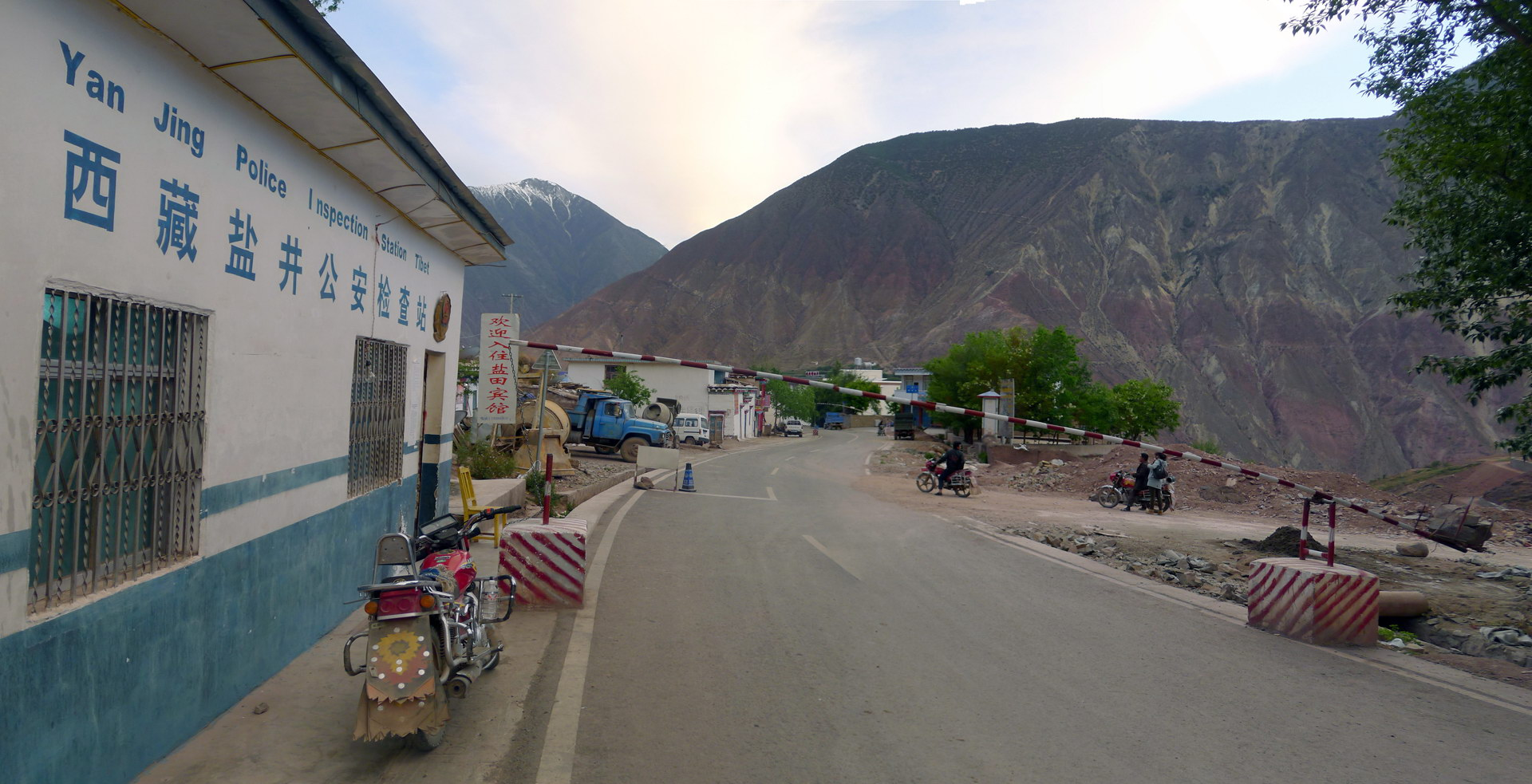
当今使用盐井地名的检查站

盐井县，原屬西康省，後屬西藏自治区昌都地区，现为芒康县纳西民族乡，主要居民为纳西族、藏族。鹽井，為漢語地名，以當地特產井鹽而故名，藏語稱「察卡洛」。

## 沿革[1]
- 康熙五十八年(1719年)，封巴塘第巴為土司，管理巴塘、鹽井等地，鹽井始為巴塘土司之轄地；
- 光緒三十四年(1908年)改土歸流，設鹽井縣，隸巴安府；
- 宣統元年(1909年)，勘劃四至界線，設委員管理；
- 宣統二年(1910年)，為康安分巡兼兵備道管轄。
- 民國元年(1912年)，隸川邊鎮撫府
- 民國二年(1913年)，改隸川邊道
- 民國三年(1914年)，為川邊特別行政區所轄；
- 民國七年(1918年)，被藏軍攻佔；
- 民國14年(1925年)，隸康東道；
- 民國十七年(1928年)，隸西康特區政務委員會；
- 民國二十一年(1932年)，康藏《崗拖協議》簽定後，鹽井歸屬西藏政府。
- 民國二十八年 (1939年)1月，鹽井劃歸西康省管轄。
- 1950年10月12日，解放軍進入鹽井縣。
- 1951年6月，成立鹽井宗軍事代表處；
- 1951年11月，成立鹽井宗解委會，隸昌都地區解委會；
- 1959年4月，鹽井宗解委會撤銷，並於9月成立鹽井縣人民政府，隸昌都地區專員公署。
- 1960年4月9日，經國務院批准撤銷鹽井縣，並與寧靜合併為寧靜縣。
- 1965年11月3日，寧靜縣更名為芒康縣。
- 1983年10月8日，国务院国函字[1983]212号文件批准成立鹽井縣，因故未能建縣。
- 1999年9月21日民政部民发[1999]54号文件批准撤銷鹽井縣建制，並入芒康縣。

## 纳西民族乡
位于横断山区澜沧江东岸芒康县和德钦县之间，平均海拔2400米左右。东北与四川巴塘相邻，南与云南德钦接壤，西与西藏左贡县扎玉、碧土、门孔等相连，气候相对炎热，盛产青稞、大麦、玉米、小米等农作物，以及苹果、梨子、石榴、核桃、西瓜等水果。
纳西民族乡是西藏一个神奇的地方，历史上是吐蕃通往云南丽江的要道，也是滇茶运往西藏的必经之路。
纳西民族乡也是一个在西藏迄今唯一有天主教教堂和信徒的地方，盐井圣心圣母堂坐落于上盐井村。纳西族和藏族的本土文化、纳西族的东巴教、藏族的藏传佛教和19世纪传入的天主教文化，和谐地共存在这个横断山的峡谷古镇里。

## 參看
- 上盐井
- 下盐井
- 纳西民族乡
- 盐井圣心圣母堂